# Best Show
《Best Show》是台灣歌手羅志祥於2007年11月2日推出的首張國語精選專輯，收錄了羅志祥在艾迴音樂時期（2003-2006）所發行的四張專輯的歌曲。這張由艾迴音樂發行的精選輯共推出了兩個版本，分別是Best Show勁舞天王版及Best Show最愛珍藏版，各版本均附有CD+DVD。兩個版本都收錄了十五首精選歌曲，但額外附贈的一首混音歌曲及DVD內容則不相同。

## 曲目

### BEST SHOW 最愛珍藏版
1. 精舞門
2. 嗆司嗆司
3. 幸福獵人
4. 黑眼圈
5. 戀愛達人
6. 狐狸精
7. 力量
8. 自我催眠
9. 機器娃娃
10. 淘汰郎
11. 小丑魚
12. 好朋友
13. 愛*轉角
14. 猛男日記
15. Twinkle feat. KUMI KODA
16. 幸福獵人 Remix

- DVD：55分鐘舞台霸王羅志祥成長全紀錄（收錄羅志祥於1996-1998年於其所屬前偶像團體四大天王時期的珍稀影片及2003-2006年幕前幕後全紀實）

### BEST SHOW 勁舞天王版
1. 精舞門
2. 嗆司嗆司
3. 幸福獵人
4. 黑眼圈
5. 戀愛達人
6. 狐狸精
7. 力量
8. 自我催眠
9. 機器娃娃
10. 淘汰郎
11. 小丑魚
12. 好朋友
13. 愛*轉角
14. 猛男日記
15. Twinkle feat. KUMI KODA
16. 勁舞SHOW (Megamix精舞門、嗆司嗆司、幸福獵人、猛男日記、機器娃娃)

- DVD：15首羅志祥的音樂錄影帶 (KARAOKE + MV)

## 外部連結
- （繁體中文）羅志祥於艾迴音樂的介紹（页面存档备份，存于） (2003–2007)